# Thorius macdougalli
Espèce
Statut de conservation UICN

 VU D2 : Vulnérable
Thorius macdougalli est une espèce d'urodèles de la famille des Plethodontidae.

## Répartition
Cette espèce est endémique de l'État d'Oaxaca au Mexique. Elle se rencontre de 2 300 à 3 000 m d'altitude sur le Cerro de Humo dans la Sierra Juárez.

## Étymologie
Cette espèce est nommée en l'honneur de Thomas C. MacDougall, le découvreur de l'holotype.

## Publication originale
- Taylor, 1949 : New or unusual Mexican amphibians. American Museum Novitates, no 1437, p. 1-21 (texte intégral).